# Trójca Święta (ikona Andrieja Rublowa)
Trójca Święta (zwana także Trójcą Starotestamentową lub Gościnnością Abrahama) – ikona Andrieja Rublowa, powstała dla ławry Troicko-Siergijewskiej (klasztoru w Siergiejewskim Posadzie założonego przez św. Sergiusza z Radoneża). Od 1929 roku znajdowała się w zbiorach Galerii Tretiakowskiej w Moskwie. W 2022 roku została przewieziona z tego muzeum do soboru ławry Troicko-Siergiejewskiej. 
Rosyjski teolog prawosławny Paul Evdokimov uznał ikonę za jeden z najdoskonalszych przejawów syntezy teologicznej.

## Historia

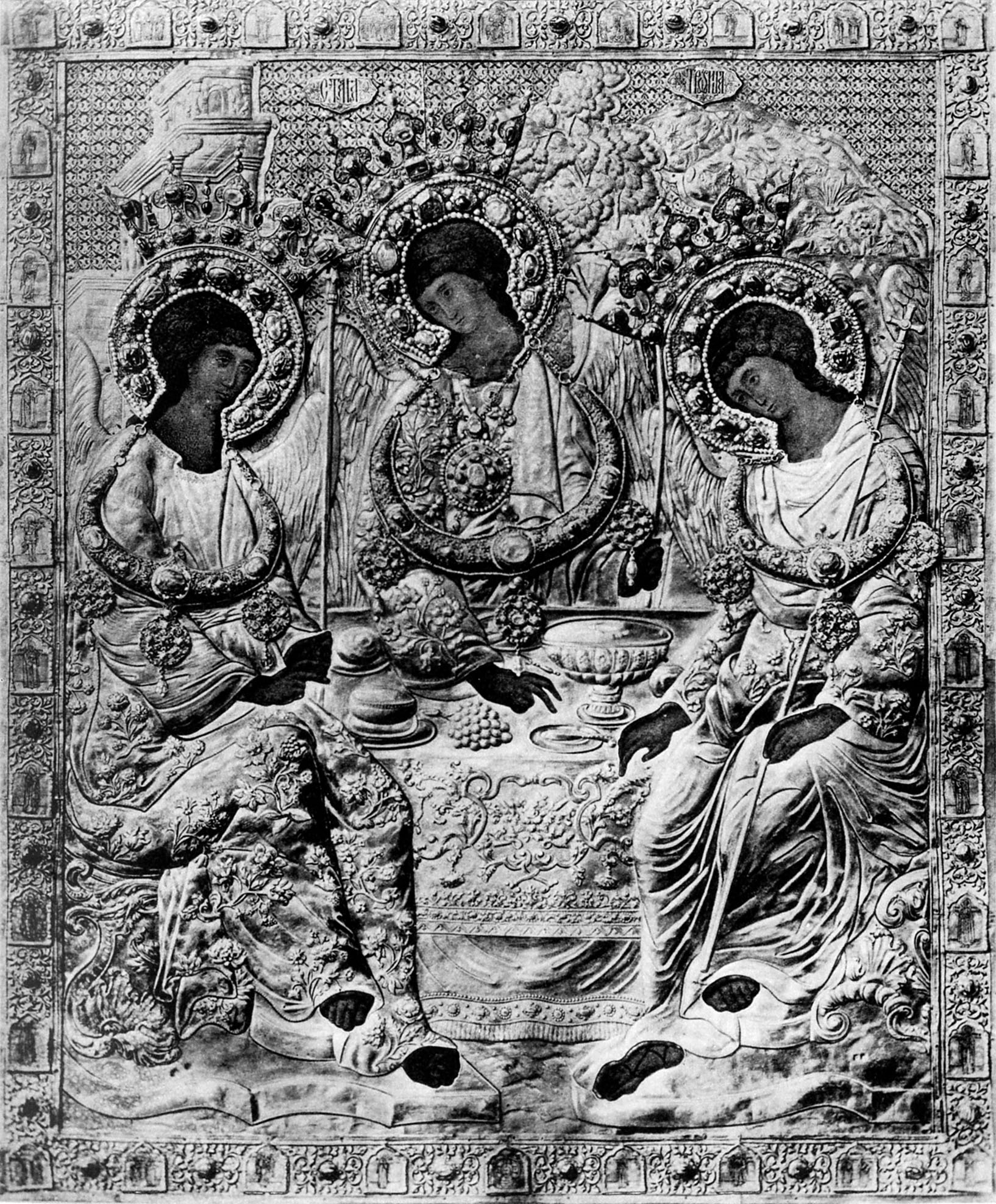
Trójca Święta przykryta „ryzą” (1904)

Trójca Święta została namalowana w klasztorze Spaso-Andronikowskim w Moskwie na początku XV wieku. Poszczególni autorzy podają różne prawdopodobne daty: 1410 albo 1425–1427 lub 1422–1437. Każda z tych dat zawiera się w okresie, w którym Rublow należał do tamtejszej wspólnoty zakonnej. Ikona była przeznaczona dla ławry Troicko-Siergijewskiej.
Trójca Święta jest wykonana temperą na desce lipowej o wymiarach 142 × 114 cm. Na deskę autor przykleił powłokę płócienną, na którą naniósł kredowy podkład (tzw. lewaks). Zwołany w 1551 roku w Moskwie Sobór Stu Rozdziałów (Stogław) zalecił ikonografom naśladowanie kanonu Rublowa, za wzór stawiając jego Trójcę.
W 1904 roku podczas badania ikonostasu soboru Ławry Troicko-Siergiejewskiej w Siergiejewskim Posadzie z ikony zdjęto tak zwaną ryzę, czyli metalowe ozdoby, przysłaniające większą część obrazu. W pracowniach konserwatorskich ławry przeprowadzono zabiegi polegające na oczyszczeniu, konserwacji i uzupełnieniu ubytków. Badacze stwierdzili, że zachowany został oryginalny rysunek i kompozycja całości, natomiast w warstwie malarskiej są liczne ubytki i partie wtórnie uzupełnione. Do roku 1929 ikona była wystawiona w muzeum w Siergiejewskim Posadzie, po czym została przeniesiona do moskiewskiej Galerii Tretiakowskiej, gdzie stanowiła część ekspozycji muzealnej, zaś w dniu Trójcy Świętej była wystawiana dla kultu w muzealnej cerkwi św. Mikołaja.
16 czerwca 2022 roku ikona została przewieziona z Galerii Tretiakowskiej do głównego soboru Ławry Troicko-Siergijewskiej.

## Symbolika „Trójcy Świętej”

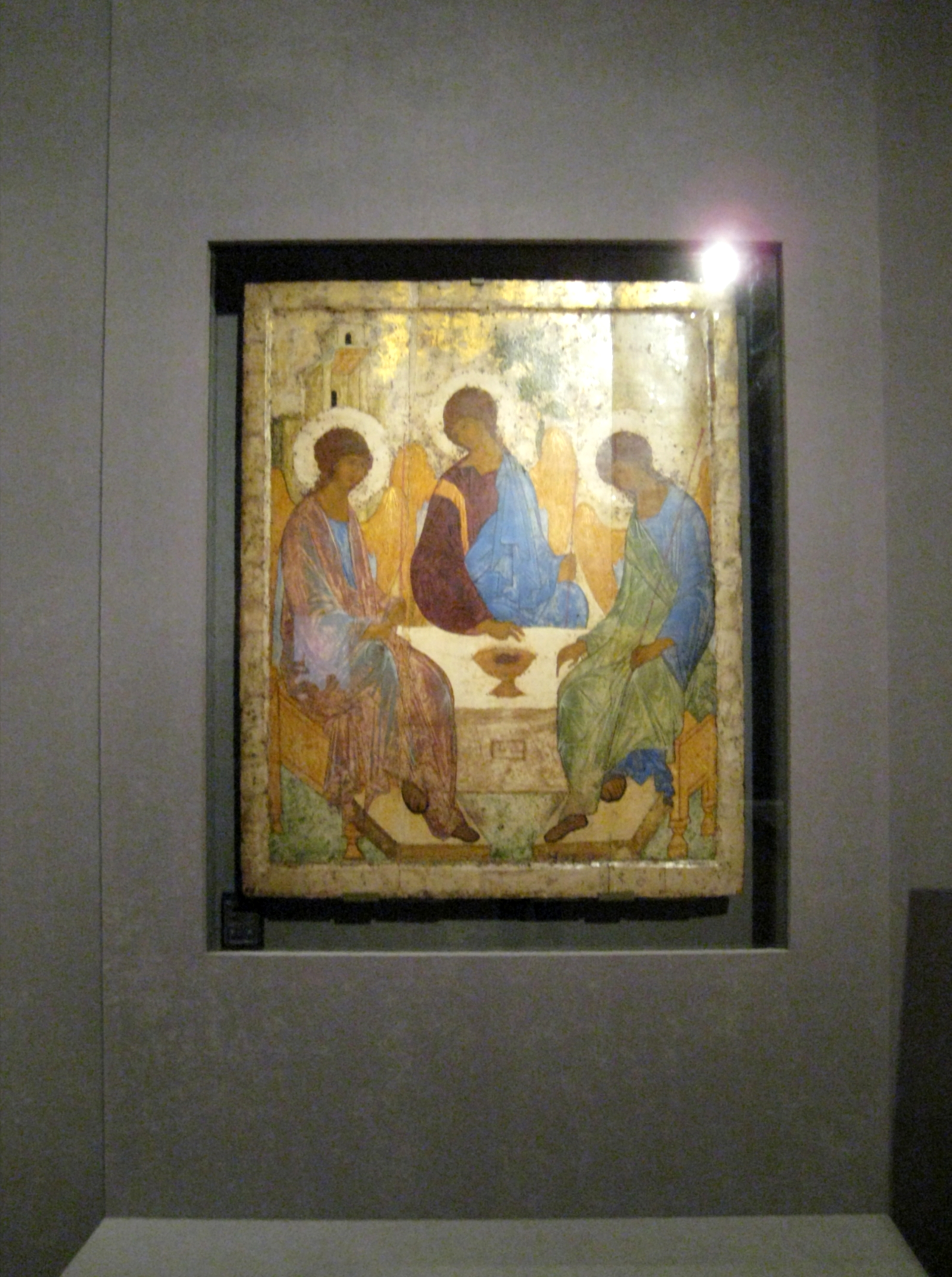
Trójca Święta w Galerii Tretiakowskiej (2010)

Ikona ta, niekiedy zwana Trójcą Starotestamentową lub Gościnnością Abrahama, oparta jest na historii biblijnej o wizycie u Abrahama trzech aniołów, którzy przepowiedzieli narodziny pierworodnego syna (Rdz 18,1–15). Rublow, zgodnie z kanonem teologii patrystycznej (św. Cyryl, św. Ambroży, św. Maksym Wyznawca, św. Jan z Damaszku), przedstawił w owych aniołach symbol Trójcy Świętej. Rublow oczyścił scenę z wątków historycznych, eliminując wszelkie postaci i pozostawiając tylko aniołów, nadając znaczenie ponadczasowe. W scenie gościnności nie ma Abrahama i Sary. Jest dom, drzewo i skała. Na stole znajduje się czasza – symbol kielicha. Ikona wyraża ideę jedności człowieka z Bogiem oraz jedność między ludźmi – na wzór Trójcy Świętej. Rublow zaakcentował ideę, która była bliska św. Sergiuszowi z Radoneża.

### Trójca Święta
Postaci siedzące przy stole symbolizują Trójcę Świętą, ale wbrew zwyczajowi osoby znajdujące się na ikonie nie są podpisane. W identyfikacji mają pomagać symbole. Postać środkowa jest zwykle utożsamiana z Synem Bożym. Ma na to wskazywać znajdujący się nad nim dąb – symbol krzyża (i utraconego drzewa rajskiego, odzyskiwanego przez Krzyż), oraz ruch ręki w stronę kielicha – symbolu Eucharystii. Postać po lewej stronie jest opisywana jako Bóg Ojciec, za którego plecami znajduje się dom-Kościół. Nad postacią z prawej strony widać górę – aluzję do skały, z której trysnęła na pustyni woda. Duch Święty ma bowiem być dla Ziemi tym, czym woda na pustyni. Według innych interpretacji postaci Boga Ojca i Syna Bożego identyfikowane są odmiennie. Symbolem Ojca ma być Drzewo Życia, a berło Syna wskazuje na dom, czyli Kościół.
Istotną wskazówką w poprawnej interpretacji poszczególnych postaci może być opis ikony o takiej samej kompozycji co Trójca Rublowa, którą na misję wśród Zyrian (Obwód permski) przywiózł żyjący współcześnie z Rublowem święty Stefan z Permu. Na ikonie tej obok każdej z postaci widniał napis w języku zyriańskim: „anioł z lewej strony nosi imię Py, co znaczy Syn, anioł z prawej strony: Puiltos – Duch Święty, zaś anioł środkowy: Ai – Ojciec”. Zdaniem autora studium o sztuce Rublowa – N. Diemina (Moskwa, 1963 r.): „Stefan z Permu dla potrzeb swojej misji postarał się uczynić znaczenie ikony maksymalnie zrozumiałym. Układ aniołów na jego ikonie przedstawia się tak samo, jak na ikonie Rublowa i najprawdopodobniej znaczenie ich również jest identyczne”.

### Kompozycja
Trzy postaci z ikony zostały wpisane w okrąg, który ma symbolizować idealną równość. Osią okręgu jest wyciągnięta nad kielichem dłoń środkowego anioła. Linia sylwetek bocznych postaci układa się w kształt kielicha. Skrzydła wszystkich trzech aniołów są ze sobą połączone. Daje to symbol wspólnoty i jedności. Postaci są zwrócone do siebie, co ma odzwierciedlać jedność, a równocześnie autor nadał im cechy odrębności. Linie poprowadzone od osi dolnej krawędzi ikony do górnych narożników dzielą przestrzeń na trzy trójkąty. Każdy z nich jest niejako przypisany do jednej postaci.

### Pozostałe symbole
Stół – ołtarz – jest symbolem kosmosu, a mały prostokąt na jego przedniej stronie jest znakiem Ziemi z jej czterema stronami. Czworokątny stół bywa także interpretowany jako znak czterech ewangelii. Aniołowie siedzą na tronach wyposażonych w podnóżki, które wskazują na godność królewską. Każdy z aniołów trzyma laskę, symbol jednakowej Boskiej władzy, którą posiada każda z Trzech Osób Boskich. Kielich na stole to odwołanie do Paschy i do Eucharystii. Zdaniem Evdokimova, po odsłonięciu wierzchniej warstwy farby z kielicha pojawia się rysunek Baranka. Dwa palce dłoni symbolizują dwie natury Chrystusa, a czwarte miejsce przy stole jest wolne dla oglądającego, który ma poczuć się zaproszony do jedności z Trójcą.